# 快照 (電腦儲存)
在電腦系統中，快照（英語：snapshot）是整個系統在某個時間點上的狀態。這個名詞是由攝影中借用而來。它儲存了系統映象（System image），讓電腦系統在出現問題時，可以快速恢復到未出問題前的狀況。

## 邏輯捲軸管理
快照功能通常是以寫入時複製技術來實作。Linux通過邏輯捲軸管理員實作快照功能。

## 檔案系統
- UFS